# Planície Bellingshausen

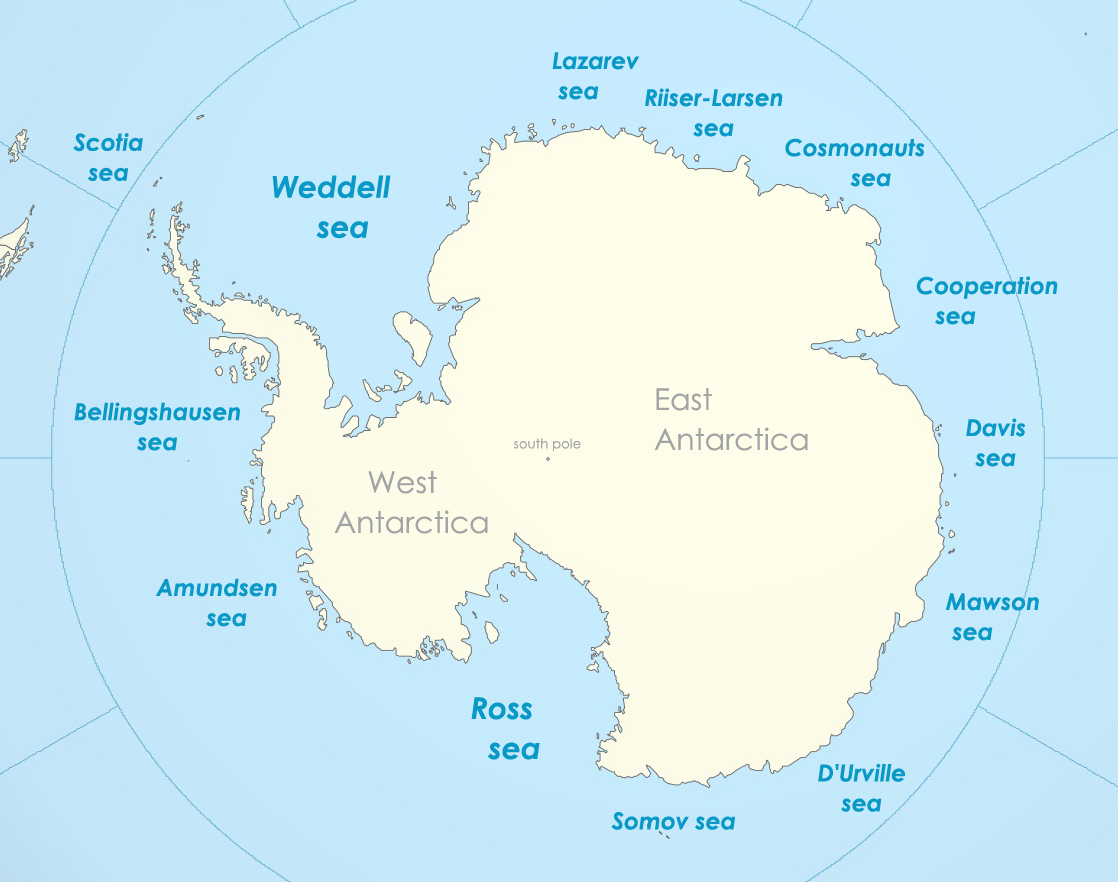
Mares Antárticos

Planície Bellingshausen (64° 00′ S, 90° 00′ O), também chamada de Planície Abissal de Bellinghausen, é uma planície submarina paralelamente a ascensão continental no Mar de Bellingshausen, nomeado pelo Almirante Fabian Gottlieb von Bellingshausen, comandante da Expedição Antártica Russa (1818–1821). Nome aprovado 4/74 (ACUF 150).-152571.